# Life with Boys
Life with Boys is een Canadese tienersitcom van de zender YTV bedacht door Michael Poryes, bekend als mede-bedenker van Disney Channel's Hannah Montana en That's So Raven.
De serie volgt Tess Foster (Torri Webster), het enige meisje in haar gezin, dat verder bestaat uit haar vader, Jack, en haar broers Gabe, Spencer en Sam.
Het tweede seizoen van Life with Boys werd gefilmd in Toronto. De eerste aflevering van dit seizoen werd op 23 oktober 2012 uitgezonden.
Sinds 24 november 2012 wordt de serie ook op TeenNick Nederland uitgezonden. Life With Boys wordt ook nog op Nickelodeon Nederland, Nickelodeon Duitsland, Nickelodeon UK en in andere landen uitgezonden.

## Rollen

### Hoofdrollen
- Tess Foster (Torri Webster) is de 15-jarige hoofdpersoon. Zij leeft met alleen maar jongens in een huis en houdt van worstelen. Ze kan heel aardig doen tegen haar broers, maar ook onaardig als ze haar irriteren. Ze zit net als Allie, Sam en Gabe op Westfield High, waar ze deel uitmaakt van het worstelteam.
- Allie Brooks (Madison Pettis) is Tess' beste vriendin en ook een populair cheerleader die houdt van shoppen, make-up en merkkleding.
- Gabriel 'Gabe' Foster (Nathan McLeod), is de oudste broer van Tess (17 jaar). Hij valt erg in de smaak bij meisjes, die hij vaak babe noemt.
- Samuel Joseph 'Sam' Foster (Michael Murphy) is Tess' tweelingbroer, al is dat niet altijd te merken. Hij is niet echt populair. Hij vindt Allie leuk maar zij ziet hem niet zitten. Hij is slim en grappig volgens Tess.
- Spencer Foster (Jake Goodman) is de jongste van de Fosters (8 jaar). Gabe is zijn idool en hij vraagt hem soms om advies. Spencer is heel slim en zo krijgt hij vaak zijn zin.
- Jack David Foster (Sandy Jobin-Bevans) is de vader van de vier Fosterkinderen en is ook coach van de Wolfpack, het sportteam op Westfield High waar Tess bij zit. Spencer is zijn lieveling, zo blijkt uit Nightmares with Boys.

### Terugkerende rollen
- Oma Helen (Judy Marshak) is de oma van Tess en haar broers.
- Andy Jacobs (Austin MacDonald) zit bij Tess in het worstelteam.
- Kaylee (Francesca Martin) is een rivaal van Tess.
- Travis (Alexander Conti) is een jongen op Westfield High die Tess en Sam niet mag.
- Bobby Parelli (John-Alan Slachta) is een worstelkampioen die tegen Tess moest strijden voor de zilveren eland. Hij wordt het vriendje van Allie daarna maakt hij het uit met haar en wordt het vriendje van Tess. Na een paar dagen gaat het uit tussen de twee.
- Mr. Bennet (Tyler Murree) is wiskundeleraar op Westfield High. Ook coacht hij de wisketiers. Hij heeft een schildpad genaamd Shelly.
- Chloe (Madison Scott) is de reservevriendin van Tess en Allie als ze ruzie hebben.